# Fluoxetina
La fluoxetina és una substància química que es pot utilitzar com a fàrmac, al tractament contra la depressió, o bé com a droga d'abús. A Espanya es comercialitza com a EFG, Prozac i Luramon.
La fluoxetina actua normalitzant el funcionament dels neurotransmissors, principalment sobre la serotonina, és doncs el que es diu un «inhibidor selectiu de la recaptació de serotonina», grup al qual també pertanyen la fluvoxamina, la paroxetina, la sertralina, el citalopram, l'escitalopram, la clomipramina i la mirtazapina.

## Prescripció

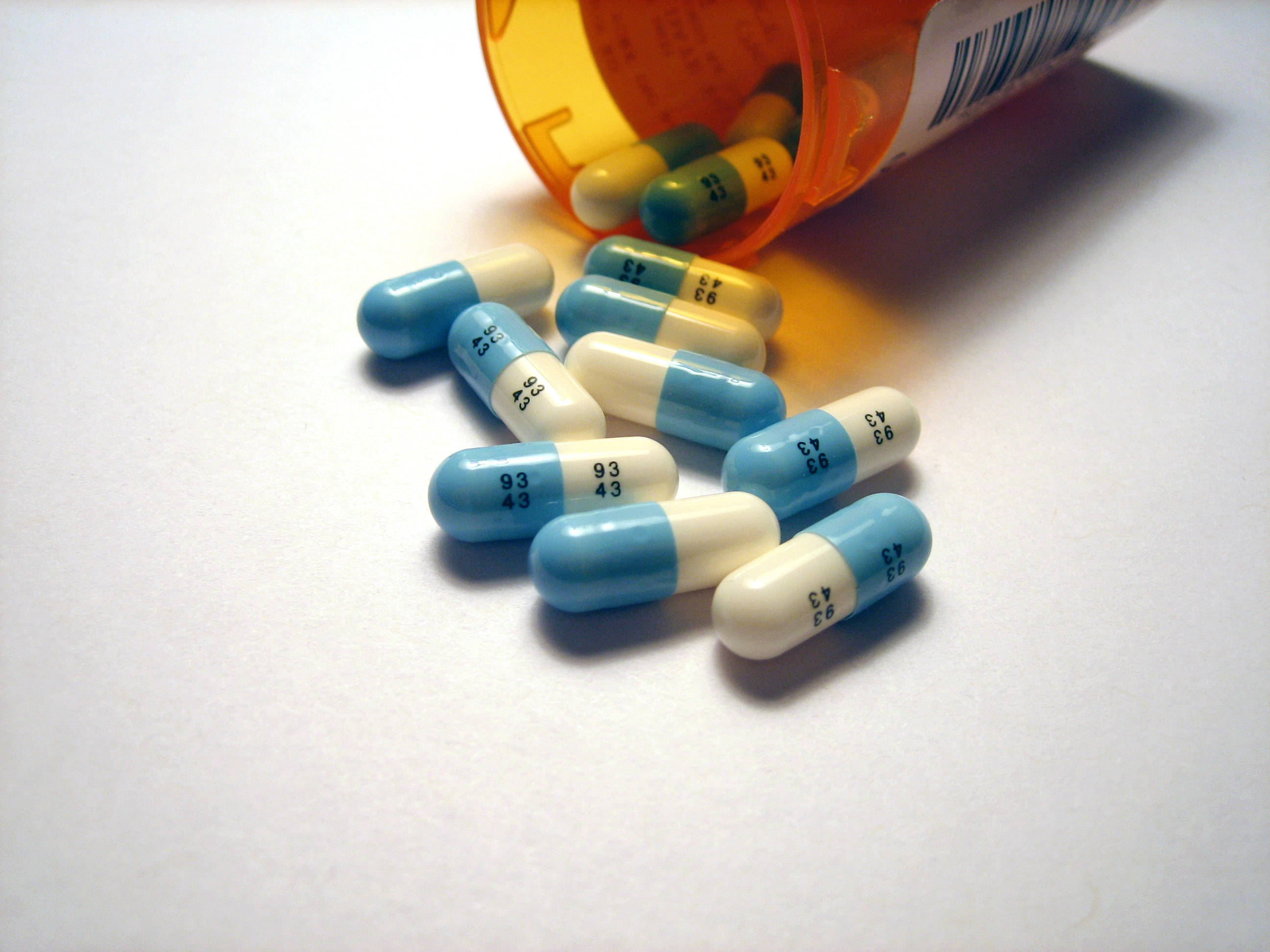
Pastilles de fluoxetina

La fluoxetina és un dels fàrmacs que un metge pot prescriure en alguns casos de depressió, trastorn obsessiu-compulsiu (pensaments pertorbadors que no desapareixen i la necessitat de repetir certs actes contínuament), alguns trastorns de l'alimentació i atacs de pànic. De vegades es pot usar per tractar alcoholisme, trastorn per dèficit d'atenció, trastorn de personalitat fronterera, trastorns de la son, mal de cap, trastorn d'estrès postraumàtic, síndrome de Tourette, obesitat i fòbies.

## Tractament
La fluoxetina, com els altres antidepressius, triga diverses setmanes a fer efecte. Normalment no s'observa la millora clínica fins a la tercera o quarta setmana de tractament, i sol assolir la seva màxima eficàcia cap a les 10-12 setmanes. És molt difícil generalitzar sobre la durada del tractament, però per donar una idea, encara que cada cas personal és diferent, es pot dir que després d'un primer episodi de depressió la durada és usualment entre 6 i 12 mesos, després d'un segon episodi sol ser de 2 a 3 anys aproximadament i en els pacients que n'han patit més de dos episodis s'aconsella que el tractament farmacològic sigui de per vida.

## Efectes secundaris
Habitualment no fa venir son, i si ho fa, cosa que passa al 5 per cent de casos, és d'una manera molt lleugera. La son excessiva seria un indicador d'una dosi massa alta. Tampoc no sol engreixar, només el 10 per cent de malalts que en prenen s'han engreixat algun quilo, quatre o cinc com a màxim, i n'hi ha que s'aprimen. No lesiona el fetge, els ronyons, el cor, els pulmons o altres òrgans del cos.
Els efectes secundaris solen aparèixer sobretot els primers dies del tractament, cosa que, junt amb el fet que encara no es notin els efectes desitjats, i la negativitat pròpia dels deprimits, fa que alguns pacients tendeixin a voler deixar el tractament abans d'hora. Poden incloure nerviosisme, nàusees, sensació de set o sequedat a la boca, mal de gola, pèrdua de gana, somnolència, sensació de debilitat, canvis en el desig sexual o sudoració excessiva.
Els efectes secundaris de la fluoxetina o milloren amb el curs del tractament o es mantenen igual, però no s'intensifiquen mai. Els efectes secundaris que pot produir la fluoxetina són reversibles, és a dir, independentment de quant de temps s'hagi pres, un cop es deixa de prendre desapareix l'efecte secundari, sense deixar mai cap seqüela.

## Embaràs i lactància
En la mesura del possible s'han d'evitar els tractaments farmacològics durant l'embaràs. Això no obstant, en casos de depressió greu, en l'actualitat és abundant l'experiència de tractar embarassades amb fluoxetina, que es creu que no augmenta el risc de produir lesions en el nadó.
Durant la lactància, la fluoxetina passa a la llet materna que ingereix el nadó. Com aquesta llet es considera indispensable per al desenvolupament correcte del nadó, habitualment es desaconsella la lactància materna en mares que prenen aquesta substància.